# منظمة العفو الدولية الجزائر
منظمة العفو الدولية الجزائر هي الفرع الجزائري لمنظمة العفو الدولية، المنظمة الدولية غير الحكومية. أنشئت في عام 1990، خاضعة لقانون الجمعيات 12/06. مقرها في الجزائر العاصمة.

## التاريخ والنشأة
على الرغم من أن فكرة إنشاء قسم لمنظمة العفو الدولية في الجزائر تعود إلى ما قبل عام 1990، لا سيما مع الاتصالات بين الأمانة الدولية في لندن والمحامين وناشطين جزائريين، أي معتقلين في الربيع الأمازيغي عام 1980 والأعضاء المؤسسين لأولى رابطة جزائرية للدفاع عن حقوق الإنسان، لكن الفرع تم تأسيسه في عام 1990 مع الانفتاح الديمقراطي الذي عرفته البلاد بعد أحداث أكتوبر 1988. سنوات فقط بعد إطلاقها، عاش الفرع أزمة داخلية خلال ما يعرف بالعشرية السوداء بالجزائر. بداية مباشرة بعد اغتيال الرئيس الجزائري آنذاك محمد بوضياف حيث قدمت مجموعة من الأعضاء بالمنظمة استقالة لأنهم يرون وعكس مبادئ منظمة العفو الدولية التي تعارض عقوبة الإعدام، فإن هؤلاء النشطاء المستقيلين كانوا يودون إعدام قاتل بوضياف. والازمة الثانية أتت بسبب التقارير السنوية لمنظمة العفو الدولية التي تحدثت عن «حركة معارضة سياسية» في وصفها للإسلاميين المسلحين، والتي اعتبرت الإرهاب الإسلامي رداً على حل البرلمان بعد انتصار الإسلاميين في الانتخابات البرلمانية 1991.
في رده على سؤال صحفي حول تقارير منظمة العفو الدولية بوجود مراكز تعذيب بالجزائر، قال الرئيس عبد العزيز بوتفليقة في مؤتمر صحفي عقب انتخابه في عام 1999، «منزلنا من زجاج ويمكن للجميع أن يحضروا حتى منظمة العفو الدولية». واليوم، يقول الفرع أنه لا يتعرض لضغوطات من طرف السلطات، لكن محققي منظمة العفو الدولية ليسوا دائماً قادرين على الحصول على تأشيرات للجزائر.

## منظمة العفو الدولية الجزائر اليوم
منذ عام 2012، شهدت منظمة العفو الدولية الجزائر استقراراً أدى إلى إعادة هيكلة المنظمة وانتشارها في الأراضي الجزائرية حيث تم إنشاء عدة مجموعات بمختلف الولايات. ويرأس الفرع مجلس تنفيذي يتألف من سبعة أشخاص ينتخبهم الأعضاء في الجمعية العامة، كما تتكون الأمانة العامة من موظفين ومتطوعين ومتدربين.
- في يونيو 2021،السلطات الجزائرية ما فتئت تستعمل كل أداة متاحة لها لسحق المعارضة وإخراس المحتجين المنتمين إلى حركة الحراك الاحتجاجية، حيث تجري العديد من عمليات الاعتقال والمقاضاة للنشطاء بتهم ملفقة لمجرد مساهمتهم في الاحتجاجات أو إبرازهم عن آراء سياسية معارضة.[3]

## الأهداف والنشاطات
تعمل منظمة العفو الدولية الجزائر بشكل خاص على عدة مواضيع: حرية التعبير والمهاجرين واللاجئين وحقوق المرأة. وهي تقوم بالتوعية في مجال حقوق الإنسان، جمع التواقيعات والعرائض، كما تقوم بساءلة الحكومة من خلال المراسلات والبيانات الصحفية.